# Eisenbahnunfall von Bauerwitz
Bei dem Eisenbahnunfall von Bauerwitz, Schlesien, stießen am 12. November 1939 in der Nähe der Stadt Bauerwitz (heute: Baborów, Polen) zwei Personenzüge frontal zusammen. 48 Menschen starben.

## Ausgangslage
Der Bahnhof Rosengrund (bis 1935 Sakrau-Suckowitz, 1945–1950 Zakrzów, 1950–1977 Zakrzów Opolski, zuletzt Sukowice) lag an der eingleisigen Strecke Cosel–Bauerwitz.
Zug P 957 verkehrte in Richtung Heydebreck, der P 950 kam von dort. Der P 957 verkehrte regelmäßig und hatte leichte Verspätung, der P 950 verkehrte dagegen nur „auf Anordnung“. Wenn letzterer verkehrte, war die fahrplanmäßige Zugkreuzung in Rosengrund vorgesehen. Beide Züge waren aufgrund eines regionalen Feiertags stark besetzt.

## Unfallhergang
Der Fahrdienstleiter des Bahnhofs Rosengrund vergaß bei der Abfertigung des P 957, dass an diesem Tag auch der P 950 verkehrte, und ließ den P 957 ausfahren, obwohl sich der Gegenzug bereits auf der Strecke befand. Die Züge stießen gegen 19:25 Uhr mit Streckengeschwindigkeit zusammen. Eine Anzahl Wagen verkeilte sich ineinander.

## Folgen
Bei dem Unfall starben 43 oder 48 Menschen, weitere 77 wurden verletzt. Der Lokführer des P 950 überlebte den Unfall, verkraftete ihn aber psychisch nicht: Ein halbes Jahr später beging er Suizid, indem er sich in Bauerwitz von einem Zug überfahren ließ.
Der Fahrdienstleiter wurde zu 4 Jahren Freiheitsstrafe verurteilt. Heute erinnert ein Gedenkkreuz an der Bahnstrecke an den Unfall.